# Сиколе
Сиколе је насеље у Србији у општини Неготин у Борском округу. Према попису из 2022. у насељу је било 397 становника (према попису из 2011. било је 599 становника, према попису из 2002. било је 838 становника а према попису из 1991. било је 1070 становника).

## Географски положај
Сиколе је сточарско-ратарско сеоско насеље збијеног типа удаљено 23 километара југозападно од Неготина. Смештено је на 350 метара надморске висине, на обалама Сиколске реке, леве притоке Тимока. Северна географска ширина насеља је 44° 10’ 45”, источна географска дужина 22° 17’ 51”, а површина атара 5.726 хектара. До овог насеља се може стићи директним асфалтним путем од Неготина.
Село је на вишој површи, западно од пута Зајечар-Неготин. Атар му се пење на планину Дели Јован. Куће су на странама Сиколске реке, а неке су и на сеоској површи, где су сеоске њиве и ливаде.
Спада у стара српска насеља са пуно остатака из старина (Селиште, два Црквишта, Градиште, три стара гробља).

## Историја
Сиколе је старије насеље. Први пут се наводи у турским пописима (1530. године) као насеље са 34 куће.
На Лангеовој карти је забележено насеље Sikola а на карти Темишварски Банат Sikuta. Године 1736. Inspia Сиколска имала је 57 кућа, а 1736. године село је бележено именима: Сиквили, Сиколи и Цикола са три свештеника, од којих Михаил Велимировић на свој рис има 50 кућа, други свештеник са другим селима има 58 кућа. Szikole је од 1783−1784. године имало преко 60 хришћанских кућа. Године 1807. се помиње „Лека сиколски кнез”, а 1811. године село Сиколе. Године 1846. село је имало 162, 1866.године 224, а 1924. године Сиколе је имало 365 кућа.
Предање каже да је данашње село премештено из Селишта, а пре тога било је поред Сиколске реке, код ћуприје, на путу Зајечар-Неготин. Оснивачи села код Сиколске реке прешли су „пре 300, 400 и више година” из неготинске равнице, негде између села Буковче, Кобишница и Мокрање. Премештању из равнице у овај брдски крај допринела је добра паша за стоку, а премештају у Селиште узрок су били „турски зулуми”. Иако је познато порекло и родови, који су дошли пре 200-300 година, за многе, још старије, се каже да су „старинци”, чији су се преци преселили из неготинске равнице. Веле да је оваквих родова било више, али су се они због „турског зулума”пре 100-200 година одселили „преко планине”и отишли у „Горњи Вилајет” – Шумадију.
Данашње насеље обједињује четири „краја“ (Средсело или Трњар, Доњи крај, Вучак и Влашки поток). У њему су између два светска рата живеле следеће фамилије: Максићи или Макићи и Пајићи (слава Свети Никола), Мирковићи (слава Свети Никола), Живуловићи, Вељковићи и Баљегори (слава Ђурђевдан), Купинићи или Стојановићи, Грујићи или Благојевићи, Пајкинци и Мишићи (слава Свети Никола), Самарџићи (слава Свети Никола), Керићи, Рашићи и поп-Којићи (слава Свети Пантелејмон), Ошићи и Савићи (слава Свети Никола), Радивојци (слава Свети Никола), Величковићи и Јеринићи (слава Свети Никола), Стевановићи (слава Свети Никола), Петковци, Лекићи и Пацићи (слава Свети Јован), Радичевићи и Радивојчићи (слава Свети Никола), Ристићи (слава Свети Никола), Станићи (слава Свети Вартоломеј), Божанићи и Брботинци (слава Свети Никола), Велимировићи, Попазовићи и Миљковићи (слава Свети Алимпије), Караџићи (слава Свети Никола), Сибићи, Рајковци и Радованци (слава Свети Никола), Перићи, Пљештићи, Нерићи, Цајићи и Ђурићи (слава Света Петка), Саковићи, Ђоковићи и Пајићи (слава Ђурђевдан), Попадићи, Бркићи, Милошевићи и поп-Илићи (слава Ђурђевдан), Гачићи (слава Свети Никола), Милутиновићи (слава Свети Никола), Бугари (слава Свети Никола), Неготинци (слава Ђурђевдан), Митачићи (слава Свети Лазар), Авићи (слава Свети Илија), Кошутићи (слава Свети Јован), Радуловићи (слава Света Петка), Николићи (слава Митровдан), Марјанови (слава Свети Параскева) и Тодоровићи (слава Свети Јован).
Заветина насеља је Света Тројица.
Године 1736. у насељу су пописана три свештеника. Православни храм посвећен Вазнесењу Господњем изграђена је тек 1908. године. Црква слави Свету Тројицу, а стара сеоска слава у Сиколу је Спасовдан.
Чучук Стана се родила око 1795. године у месту Сиколе, крај Неготина, у породици досељених Херцеговаца. Имала је две сестре, Стојну и Стамену, а доста касније је добила и брата Михајла. Иако су јој родитељи живели у Неготину, школу је завршила у Белој Цркви. По очевој жељи све три сестре су у младости носиле мушку одећу, јер нису имале брата. Стана је била мала и крхка, због чега је и добила надимак чучук.
Био је 1870. године сиколски учитељ Милосав Јовановић претплатник једне Вукове књиге.
Године 1921. насеље је имало 365 кућа и 1.808 становника, 1948. године 392 куће и 1.777 становника, а 2002. године 354 кућа и 841 становника. Године 2007. у иностранству је из овог насеља радио 17 становник (углавном у Аустрији и Немачкој).
Основна школа у насељу је почела са радом 1892. године(обновљена 1962. године). Школске 2006/2007. године имала је 24 ученика.
Земљорадничка задруга у Сиколу је основана је 1920. године (обновљена је 1947. године као Земљорадничко набавно-продајна задруга). Сиколе задружни Дом добија 1952, електричну расвету 1957, асфалтни пут 1977, а телефонске везе са светом 1984/1985. године.

## Демографија
Према последњем попису из 2022. године у насељу Сиколе је живело 397 становника што је за 202 мање у односу на 2011. када је на попису било 599 становника. У насељу живи 369 пунолетних становника, а просечна старост становништва износи 56,90 година (53,71 код мушкараца и 60,03 код жена).
Према подацима пописа из 2022. у насељу има 170 домаћинства, а просечан број чланова по домаћинству је 2,34 а према истом попису у насељу има 389 стамбених јединица од којих је 219 насељених.
Ово насеље је великим делом насељено Србима (према попису из 2002. године).
|  |

| Демографија | Демографија | Демографија |
| Година      | Становника  | Становника  |
| ----------- | ----------- | ----------- |
| 1948.       | 1.777       |             |
| 1953.       | 1.753       |             |
| 1961.       | 1.765       |             |
| 1971.       | 1.543       |             |
| 1981.       | 1.372       |             |
| 1991.       | 1.070       | 1.038       |
| 2002.       | 838         | 863         |
| 2011.       | 599         |             |
| 2022.       | 397         |             |

| Етнички састав према попису из 2002.‍ | Етнички састав према попису из 2002.‍ | Етнички састав према попису из 2002.‍ | Етнички састав према попису из 2002.‍ | Етнички састав према попису из 2002.‍ |
| ------------------------------------ | ------------------------------------ | ------------------------------------ | ------------------------------------ | ------------------------------------ |
|                                      |                                      |                                      |                                      |                                      |
| Срби                                 | Срби                                 |                                      | 824                                  | 98,32%                               |
| Румуни                               | Румуни                               |                                      | 1                                    | 0,11%                                |
| непознато                            | непознато                            |                                      | 13                                   | 1,55%                                |

| Година пописа     | 1948. | 1953. | 1961. | 1971. | 1981. | 1991. | 2002. |
| ----------------- | ----- | ----- | ----- | ----- | ----- | ----- | ----- |
| Број домаћинстава | 392   | 377   | 371   | 356   | 340   | 311   | 291   |

| Број чланова      | 1  | 2  | 3  | 4  | 5  | 6  | 7 | 8 | 9 | 10 и више | Просек |
| ----------------- | -- | -- | -- | -- | -- | -- | - | - | - | --------- | ------ |
| Број домаћинстава | 85 | 73 | 43 | 32 | 24 | 19 | 8 | 5 | 1 | 1         | 2,88   |

| Пол    | Укупно | Неожењен/Неудата | Ожењен/Удата | Удовац/Удовица | Разведен/Разведена | Непознато |
| ------ | ------ | ---------------- | ------------ | -------------- | ------------------ | --------- |
| Мушки  | 366    | 67               | 234          | 41             | 22                 | 2         |
| Женски | 382    | 22               | 233          | 96             | 27                 | 4         |
| УКУПНО | 748    | 89               | 467          | 137            | 49                 | 6         |

| Пол    | Укупно                    | Пољопривреда, лов и шумарство | Рибарство                            | Вађење руде и камена | Прерађивачка индустрија       |
| ------ | ------------------------- | ----------------------------- | ------------------------------------ | -------------------- | ----------------------------- |
| Мушки  | 193                       | 143                           | 0                                    | 1                    | 7                             |
| Женски | 130                       | 113                           | 0                                    | 0                    | 1                             |
| УКУПНО | 323                       | 256                           | 0                                    | 1                    | 8                             |
| Пол    | Производња и снабдевање   | Грађевинарство                | Трговина                             | Хотели и ресторани   | Саобраћај, складиштење и везе |
| Мушки  | 2                         | 8                             | 8                                    | 3                    | 3                             |
| Женски | 0                         | 0                             | 4                                    | 5                    | 1                             |
| УКУПНО | 2                         | 8                             | 12                                   | 8                    | 4                             |
| Пол    | Финансијско посредовање   | Некретнине                    | Државна управа и одбрана             | Образовање           | Здравствени и социјални рад   |
| Мушки  | 0                         | 0                             | 2                                    | 2                    | 1                             |
| Женски | 0                         | 0                             | 0                                    | 2                    | 1                             |
| УКУПНО | 0                         | 0                             | 2                                    | 4                    | 2                             |
| Пол    | Остале услужне активности | Приватна домаћинства          | Екстериторијалне организације и тела | Непознато            | Непознато                     |
| Мушки  | 1                         | 0                             | 0                                    | 12                   | 12                            |
| Женски | 0                         | 0                             | 0                                    | 3                    | 3                             |
| УКУПНО | 1                         | 0                             | 0                                    | 15                   | 15                            |